# Agelas sventres
Agelas sventres är en svampdjursart som beskrevs av Marcus Lehnert och van Soest 1996. Agelas sventres ingår i släktet Agelas och familjen Agelasidae.
Artens utbredningsområde är Jamaica. Inga underarter finns listade i Catalogue of Life.